# Cerberus dunsoni
Espèce
Cerberus dunsoni est une espèce de serpents de la famille des Homalopsidae.

## Répartition
Cette espèce est endémique des eaux des Palaos.

## Étymologie
Cette espèce est nommée en l'honneur de William A. Dunson.

## Publication originale
- Murphy, Voris & Karns, 2012 : The dog-faced water snakes, a revision of the genus Cerberus Cuvier, (Squamata, Serpentes, Homalopsidae), with the description of a new species. Zootaxa, n. 3484, p. 1–34.